# Хольцхайм (бай-Диллинген-ан-дер-Донау)
Хольцхайм (нем. Holzheim или Holzheim (bei Dillingen an der Donau)) — община в Германии, в земле Бавария.
Подчиняется административному округу Швабия. Входит в состав района Диллинген-ан-дер-Донау. Подчиняется управлению Хольцхайм. Население составляет 3735 человек (на 31 декабря 2010 года). Занимает площадь 40,86 км².
Коммуна подразделяется на 5 сельских округов.

## Знаменитые земляки
- Кольманн, Юлиус (1834—1918) — немецкий гистолог, анатом